# 孔特罗圭拉
孔特罗圭拉（義大利語：Controguerra），是意大利泰拉莫省的一个市镇。总面积22平方公里，人口2500人，人口密度113.6人/平方公里（2009年）。ISTAT代码为067020。